# TAMEH Czech
TAMEH Czech s.r.o. je energetická společnost ze 100 % kontrolovaná polskou firmou TAMEH HOLDING sp. z o.o., která byla hlavním dodavatelem energií pro železárny Liberty Ostrava.
V prosinci 2023 soud zjistil úpadek, který byl důsledkem neplacení za dodávky ze strany hutní společnosti Liberty Ostrava. Od 21. prosince 2023 TAMEH přestal dodávat energie firmě Liberty Ostrava a od 22. prosince 2023 doma zůstala většina zaměstnanců obou firem. Kotle Tamehu byly jediným zdrojem tepla i pro 3 000 obyvatel města Vratimova, jež s hutí sousedí. V září 2024 soud rozhodl o prohlášení konkursu na majetek společnosti a v říjnu 2024 insolvenční správce prodal obchodní závod společnosti Vítkovice Energy.

## Historie
Historicky vznikla společnost vyčleněním energetického hospodářství ostravské Nové huti, která zajišťovala dodávky vody, elektrické energie, plynu i tepla a vyráběla také technické plyny, do dceřiné společnosti ArcelorMittal Energy Ostrava, která byla v prosinci 2014 prodána polské společnosti Tameh Holding (TAURON ArcelorMittal Energy Holding). Tu vlastní polská energetická společnost Tauron a nadnárodní ocelářská společnost ArcelorMittal.
V polovině prosince 2023 na sebe společnost TAMEH Czech podala insolvenční návrh, když se dostala do druhotné platební neschopnosti, neboť jí Liberty Ostrava půl roku neplatila za dodávané produkty. Podle Insolvenčního rejstříku měl vůči věřitelům závazky po lhůtě splatnosti převyšující 255 milionů korun. Soud návrhu vyhověl a poslal společnost Tameh Czech do úpadku. Rakouská Raiffeisen Bank International přihlásila zajištěnou pohledávku ve výši 581 milionů korun.
V září 2024 soud rozhodl o prohlášení konkursu na majetek společnosti. Emisní povolenky společnosti koupil ČEZ za 1 mld. Kč, obchodní závod společnosti v říjnu 2024 za 127 mil. Kč koupila společnost Vítkovice Energy patřící do skupiny Creditas podnikatele Pavla Hubáčka.

## Technologické vybavení
Dodávky energetických komodit Liberty Ostrava a dalším odběratelům vykonával provoz 46 –⁠ Teplárna, který zajišťoval výrobu vysokotlaké páry (520 °C, 9,6 MPa). Ta byla následně transformována na elektřinu, teplo, technologickou páru, stlačený a dmýchaný vzduch. Do roku 2021 bylo k dispozici 12 kotlů s celkovým instalovaným tepelným výkonem 1359 MW a elektrickým výkonem 254 MW. Jako palivo bylo využíváno černé uhlí a dále koksárenský a vysokopecní plyn (tzv. hutní topné plyny) získávané jako vedlejší produkty výroby koksu a surového železa z Liberty Ostrava. Uhlí pocházelo jednak z domácích zdrojů (OKD) a dále bylo dováženo z Jihoafrické republiky. Ověřovány byly i možnosti dodávek uhlí z Austrálie a Kazachstánu. 
Původní sestava kotlů:

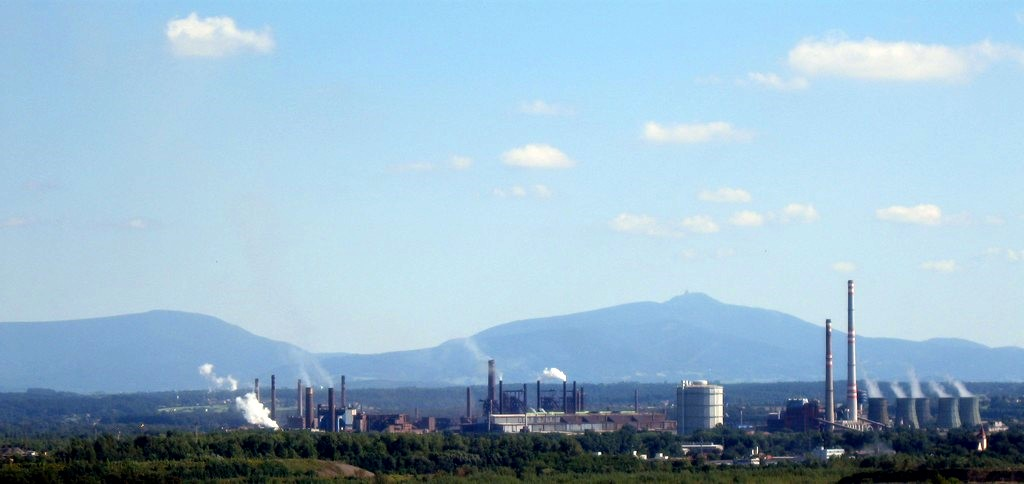
Pohled na průmyslový areál Liberty Ostrava. Chladicí věže, komíny a kotelna společnosti TAMEH Czech v pravé části snímku.

- K1 –⁠ granulační kotel o parním výkonu 125 t/h, umožňující spalovat i hutní topné plyny

- K2 –⁠ granulační kotel o parním výkonu 100 t/h, umožňující spalovat i hutní topné plyny
- K3, K5, K6, K7, K8 –⁠ granulační kotle, každý o parním výkonu 100 t/h
- K4 –⁠ plynový kotel pro spalování hutních topných plynů; v roce 2023 v rámci ekologizace doplněny hořáky na zemní plyn[14]
- K9, K10 –⁠ granulační kotle, každý o parním výkonu 200 t/h
- K11 –⁠ plynový kotel o parním výkonu 230 t/h, s možností spoluspalování uhlí na jednom hořáku uhelného prášku; v provozu od roku 1996
- K14 –⁠ fluidní kotel o parním výkonu 320 t/h; účinnost >92 %[15]

Kotel K14 s cirkulujícím fluidním ložem byl dokončen v roce 2017 a představoval jednu z největších investičních akcí v podniku od 90. let (náklady cca 1,8 mld. Kč). Po jeho uvedení do provozu byly postupně odstaveny kotle K1, K2, K3, K5, K6 a K7. Kotle K8, K9 a K10 prošly v roce 2019 modernizací, když byly vybaveny technologií DeNOX pro snížení emisí oxidů dusíku.
V roce 2023 zůstalo v provozu 6 kotlů (2 plynové, 3 granulační a 1 fluidní) s celkovým instalovaným tepelným výkonem 875 MW a elektrickým výkonem 229 MW.